# Prawo lenne
Prawo lenne – średniowieczne prawo zwyczajowe, regulujące stosunki między seniorem a wasalem; podstawą prawa lennego był prywatny zbiór Libri Feudorum, powstały w XII wieku w północnych Włoszech, włączony do Corpi Iuris Civilis i rozpowszechniony w zachodniej Europie.